# نيكول غيبس
نيكول غيبس (بالإنجليزية: Nicole Gibbs)‏ هي لاعبة تنس أمريكية (مواليد 3 مارس 1993)، في سينسيناتي، الولايات المتحدة.
فازت جيبس بأربعة القاب فردي وزوجي في فئة الاتحاد الدولي لكرة المضرب(ITF) في حياتها المهنية. في 29 سبتمبر 2014، وصلت إلى أفضل تصنيف في الفردي لها لتحتل المرتبة رقم 89. في 12 يوليو 2010، وقالت انها بلغت ذروتها في العالم عدد 402 في التصنيف العالمي الزوجي.
جيبس تخرجت في عام 2010 من مدرسة مفترق الطرق في سانتا مونيكا ، كاليفورنيا، و من جامعة ستانفورد في 2014.

## روابط خارجية
- نيكول غيبس على موقع رابطة محترفات التنس (الإنجليزية)
- نيكول غيبس على موقع الاتحاد الدولي لكرة المضرب (الإنجليزية)
- نيكول غيبس على موقع خلاصة التنس.كوم (الإنجليزية)
- نيكول غيبس على موقع إي إس بي إن.كوم (الإنجليزية)